# Xenotrichula bispina
Xenotrichula bispina är en djurart som tillhör fylumet bukhårsdjur, och som beskrevs av Roszczak 1939. Xenotrichula bispina ingår i släktet Xenotrichula och familjen Xenotrichulidae. Inga underarter finns listade i Catalogue of Life.